# Liste der Gebietsänderungen in Thüringen 2019
Die Liste der Gebietsänderungen in Thüringen 2019 enthält Änderungen an Gemeindegebieten des Landes Thüringen in der Zeit vom 1. Januar 2019 bis zum 31. Dezember 2019. Dazu zählen unter anderem Zusammenschlüsse und Trennungen von Gemeinden, Eingliederungen von Gemeinden in eine andere, Änderungen des Gemeindenamens und Umgliederungen von Teilen einer Gemeinde in eine andere.

## Legende
- Datum: juristisches Wirkungsdatum der Gebietsänderung
- Gemeinde vor der Änderung: Gemeinde vor der Gebietsänderung
- Maßnahme: Art der Gebietsänderung
- Gemeinde nach der Änderung: Gemeinde nach der Gebietsänderung
- Landkreis: Landkreis der Gemeinde nach der Gebietsänderung

Die Sortierung erfolgt chronologisch: Datum, kreisfreie Städte, Landkreise, aufnehmende oder neu gebildete Gemeinde. Heute noch bestehende Gemeinden sind farbig unterlegt.

## Gemeinden und Landkreise
| Datum      | Gemeinde vor der Änderung | Maßnahme        | Gemeinde nach der Änderung   | Landkreis              |
| ---------- | --- | --------------- | ---------------------------- | ---------------------- |
| 01.01.2019 | Gehlberg Schmiedefeld am Rennsteig                                                                                                  | Eingliederung   | Suhl                         | –                      |
| 01.01.2019 | Altkirchen Drogen Lumpzig Nöbdenitz Wildenbörten                                                                                    | Eingliederung   | Schmölln                     | Altenburger Land       |
| 01.01.2019 | Dingelstädt Helmsdorf Kefferhausen Kreuzebra Silberhausen                                                                           | Zusammenschluss | Dingelstädt                  | Eichsfeld              |
| 01.01.2019 | Bernterode | Eingliederung   | Heilbad Heiligenstadt        | Eichsfeld              |
| 01.01.2019 | Kallmerode | Eingliederung   | Leinefelde-Worbis            | Eichsfeld              |
| 01.01.2019 | Deuna Gerterode Hausen Kleinbartloff                                                                                                | Eingliederung   | Niederorschel                | Eichsfeld              |
| 01.01.2019 | Ballstädt Brüheim Bufleben Friedrichswerth Goldbach Haina Hochheim Remstädt Wangenheim Warza Westhausen                             | Zusammenschluss | Nessetal                     | Gotha                  |
| 01.01.2019 | Crawinkel Gräfenhain Wölfis | Eingliederung   | Ohrdruf                      | Gotha                  |
| 01.01.2019 | Sachsenbrunn | Eingliederung   | Eisfeld                      | Hildburghausen         |
| 01.01.2019 | Bad Colberg-Heldburg Gompertshausen Hellingen                                                                                       | Zusammenschluss | Heldburg                     | Hildburghausen         |
| 01.01.2019 | Kirchheim | Eingliederung   | Amt Wachsenburg              | Ilm-Kreis              |
| 01.01.2019 | Wipfratal | Eingliederung   | Arnstadt                     | Ilm-Kreis              |
| 01.01.2019 | Frankenhain Geraberg Gräfenroda Geschwenda Gossel Liebenstein                                                                       | Zusammenschluss | Geratal                      | Ilm-Kreis              |
| 01.01.2019 | Altenfeld Böhlen Friedersdorf Gillersdorf Großbreitenbach Herschdorf Neustadt am Rennsteig Wildenspring                             | Zusammenschluss | Großbreitenbach              | Ilm-Kreis              |
| 01.01.2019 | Frauenwald Stützerbach | Eingliederung   | Ilmenau                      | Ilm-Kreis              |
| 01.01.2019 | Neusiß | Eingliederung   | Plaue                        | Ilm-Kreis              |
| 01.01.2019 | Bretleben Gorsleben Hauteroda Heldrungen Hemleben Oldisleben                                                                        | Zusammenschluss | An der Schmücke              | Kyffhäuserkreis        |
| 01.01.2019 | Artern Heygendorf Voigtstedt | Zusammenschluss | Artern                       | Kyffhäuserkreis        |
| 01.01.2019 | Ichstedt Ringleben | Eingliederung   | Bad Frankenhausen/Kyffhäuser | Kyffhäuserkreis        |
| 01.01.2019 | Donndorf Nausitz Roßleben Wiehe | Zusammenschluss | Roßleben-Wiehe               | Kyffhäuserkreis        |
| 01.01.2019 | Bleicherode Etzelsrode Friedrichsthal Hainrode Kleinbodungen Kraja Nohra Wipperdorf Wolkramshausen                                  | Zusammenschluss | Bleicherode                  | Nordhausen             |
| 01.01.2019 | Bollberg Quirla | Eingliederung   | Stadtroda                    | Saale-Holzland-Kreis   |
| 01.01.2019 | Bucha | Eingliederung   | Knau                         | Saale-Orla-Kreis       |
| 01.01.2019 | Stanau | Eingliederung   | Neustadt an der Orla         | Saale-Orla-Kreis       |
| 01.01.2019 | Birkenhügel Blankenburg Blankenstein Harra Neundorf Pottiga Schlegel                                                                | Zusammenschluss | Rosenthal am Rennsteig       | Saale-Orla-Kreis       |
| 01.01.2019 | Crispendorf | Eingliederung   | Schleiz                      | Saale-Orla-Kreis       |
| 01.01.2019 | Dröbischau Oberhain | Eingliederung   | Königsee-Rottenbach          | Saalfeld-Rudolstadt    |
| 01.01.2019 | Königsee-Rottenbach | Namensänderung  | Königsee                     | Saalfeld-Rudolstadt    |
| 01.01.2019 | Remda-Teichel | Eingliederung   | Rudolstadt                   | Saalfeld-Rudolstadt    |
| 01.01.2019 | Reichmannsdorf Schmiedefeld | Eingliederung   | Saalfeld/Saale               | Saalfeld-Rudolstadt    |
| 01.01.2019 | Mellenbach-Glasbach Meuselbach-Schwarzmühle Oberweißbach/Thüringer Wald                                                             | Zusammenschluss | Schwarzatal                  | Saalfeld-Rudolstadt    |
| 01.01.2019 | Wölfershausen | Eingliederung   | Grabfeld                     | Schmalkalden-Meiningen |
| 01.01.2019 | Aschenhausen Kaltensundheim Kaltenwestheim Melpers Oberkatz Unterweid                                                               | Eingliederung   | Kaltennordheim               | Schmalkalden-Meiningen |
| 01.01.2019 | Henneberg Wallbach Walldorf | Eingliederung   | Meiningen                    | Schmalkalden-Meiningen |
| 01.01.2019 | Altersbach Bermbach Oberschönau Rotterode Unterschönau Viernau                                                                      | Eingliederung   | Steinbach-Hallenberg         | Schmalkalden-Meiningen |
| 01.01.2019 | Hümpfershausen Metzels Oepfershausen Unterkatz Wahns                                                                                | Eingliederung   | Wasungen                     | Schmalkalden-Meiningen |
| 01.01.2019 | Benshausen | Eingliederung   | Zella-Mehlis                 | Schmalkalden-Meiningen |
| 01.01.2019 | Buttstädt Ellersleben Eßleben-Teutleben Großbrembach Guthmannshausen Hardisleben Kleinbrembach Mannstedt Olbersleben Rudersdorf     | Zusammenschluss | Buttstädt                    | Sömmerda               |
| 01.01.2019 | Bilzingsleben Frömmstedt Kannawurf Kindelbrück                                                                                      | Zusammenschluss | Kindelbrück                  | Sömmerda               |
| 01.01.2019 | Beichlingen | Eingliederung   | Kölleda                      | Sömmerda               |
| 01.01.2019 | Herrnschwende | Eingliederung   | Weißensee                    | Sömmerda               |
| 01.01.2019 | Lichte Piesau | Eingliederung   | Neuhaus am Rennweg           | Sonneberg              |
| 01.01.2019 | Klettstedt | Eingliederung   | Bad Langensalza              | Unstrut-Hainich-Kreis  |
| 01.01.2019 | Weinbergen | Eingliederung   | Mühlhausen/Thüringen         | Unstrut-Hainich-Kreis  |
| 01.01.2019 | Altengottern Flarchheim Großengottern Heroldishausen Mülverstedt Weberstedt                                                         | Zusammenschluss | Unstrut-Hainich              | Unstrut-Hainich-Kreis  |
| 01.01.2019 | Brunnhartshausen Diedorf Neidhartshausen Stadtlengsfeld Urnshausen Zella/Rhön                                                       | Eingliederung   | Dermbach                     | Wartburgkreis          |
| 01.01.2019 | Ifta | Eingliederung   | Treffurt                     | Wartburgkreis          |
| 01.01.2019 | Berka/Werra Dankmarshausen Dippach Großensee                                                                                        | Zusammenschluss | Werra-Suhl-Tal               | Wartburgkreis          |
| 01.01.2019 | Berlstedt Buttelstedt Großobringen Heichelheim Kleinobringen Krautheim Ramsla Sachsenhausen Schwerstedt Vippachedelhausen Wohlsborn | Zusammenschluss | Am Ettersberg                | Weimarer Land          |
| 01.01.2019 | Ködderitzsch | Eingliederung   | Bad Sulza                    | Weimarer Land          |
| 01.01.2019 | Kromsdorf Leutenthal Rohrbach | Eingliederung   | Ilmtal-Weinstraße            | Weimarer Land          |
| 31.12.2019 | Georgenthal Hohenkirchen Leinatal Petriroda                                                                                         | Zusammenschluss | Georgenthal                  | Gotha                  |
| 31.12.2019 | Neumühle/Elster | Eingliederung   | Greiz                        | Greiz                  |
| 31.12.2019 | Rockhausen | Eingliederung   | Amt Wachsenburg              | Ilm-Kreis              |
| 31.12.2019 | Angelroda | Eingliederung   | Martinroda                   | Ilm-Kreis              |
| 31.12.2019 | Thüringenhausen | Eingliederung   | Ebeleben                     | Kyffhäuserkreis        |
| 31.12.2019 | Dreba Knau Linda bei Neustadt an der Orla                                                                                           | Eingliederung   | Neustadt an der Orla         | Saale-Orla-Kreis       |
| 31.12.2019 | Burgk | Eingliederung   | Schleiz                      | Saale-Orla-Kreis       |
| 31.12.2019 | Stepfershausen | Eingliederung   | Meiningen                    | Schmalkalden-Meiningen |
| 31.12.2019 | Henschleben | Eingliederung   | Straußfurt                   | Sömmerda               |
| 31.12.2019 | Bachfeld | Eingliederung   | Schalkau                     | Sonneberg              |
| 31.12.2019 | Bothenheilingen Issersheilingen Kleinwelsbach Neunheilingen Obermehler Schlotheim                                                   | Zusammenschluss | Nottertal-Heilinger Höhen    | Unstrut-Hainich-Kreis  |
| 31.12.2019 | Creuzburg Ebenshausen Mihla | Zusammenschluss | Amt Creuzburg                | Wartburgkreis          |
| 31.12.2019 | Saaleplatte | Eingliederung   | Bad Sulza                    | Weimarer Land          |
| 31.12.2019 | Bechstedtstraß Daasdorf a. Berge Hopfgarten Isseroda Mönchenholzhausen Niederzimmern Nohra Ottstedt a. Berge Troistedt              | Zusammenschluss | Grammetal                    | Weimarer Land          |